# Rein Alexander
Rein Alexander Hauge Korshamn (* 28. November 1971 in Bergen) ist ein norwegischer Sänger und Songwriter, der vor allem unter dem Namen Rein Alexander auftritt.

## Leben
Korshamn wuchs vor allem in Oslo in einer musikalischen Familie auf und sang im Knabenchor Sølvguttene. Als Elfjähriger wirkte er an einer Aufführung von Die Zauberflöte bei der Den Norske Opera mit. Er begann seine Ausbildung zum klassischen Sänger in Oslo und wechselte anschließend an die Kunstakademie Islands, wo er als Jahrgangsbester abschloss. An der Royal Academy of Arts in London sollte er vom Bariton zum Tenor umgeschult werden. Korshamn brach sein Studium dort allerdings kurz vor der Abschlussprüfung ab. Er kehrte nach Norwegen zurück, wo er für einige Zeit als Fischer in der Barentssee arbeitete. Nachdem er an der Mailänder Scala abgelehnt worden war, begann er in einem Hotel zu arbeiten. Im Jahr 2003 erhielt er die Hauptrolle in Les Misérables und er entschied sich, hauptberuflich als Musiker außerhalb des Operngenres zu arbeiten. Im Herbst 2003 gewann er die Fernsehshow Kjempesjansen, wodurch er einen Plattenvertrag bei Sony BMG erhielt.
Im Jahr 2004 veröffentlichte Korshamn sein Debütalbum Rein Alexander, welches vor allem Balladen enthielt und in Norwegen mit Doppelplatin ausgezeichnet wurde. Bekanntheit erhielt vor allem seine Version vom Weihnachtslied O helga natt. Es folgten die Alben Der er et land mit norwegischer und schwedischer Nationalromantik sowie das Coveralbum Song For You im Jahr 2007. In der Zeit von 2005 bis 2006 ging er mit dem Einmannmusical Terje Vigen auf Tournee. Des Weiteren trat er in verschiedenen anderen Musicals auf, so unter anderem in Chess und Which Witch. Im Jahr 2008 ging er gemeinsam mit Elisabeth Andreassen auf Tournée, im folgenden Jahr sangen sie gemeinsam auf dem Weihnachtsalbum Julenatt. Dieses wurde mit Gold ausgezeichnet. Im Jahr 2014 hatte er einen Auftritt als Sänger in der Serie Lilyhammer.
Rein Alexander trat beim Melodi Grand Prix 2020, dem norwegischen Vorentscheid für den Eurovision Song Contest, an. Dort sang er im zweiten Halbfinale das Lied One Last Time, womit er sich fürs Finale qualifizieren konnte. Dort gelang es ihm nicht, sich unter den ersten vier Beiträgen zu platzieren. Im Januar 2021 wurde er mit dem Lied Eyes Wide Open als automatisch für das Finale qualifizierter Teilnehmer für den Melodi Grand Prix 2021 präsentiert. Dort gelang es ihm nicht, sich unter den ersten vier Teilnehmern zu platzieren.

## Diskografie

### Alben
| Jahr | Titel                        | Höchstplatzierung, Gesamtwochen, AuszeichnungChartsChartplatzierungen (Jahr, Titel, Platzierungen, Wochen, Auszeichnungen, Anmerkungen) | Anmerkungen              |
| Jahr | Titel                        | NO | Anmerkungen              |
| ---- | ---------------------------- | --- | ------------------------ |
| 2004 | Rein Alexander               | NO7 (6 Wo.)NO |                          |
| 2005 | Der er et land               | NO14 (4 Wo.)NO |                          |
| 2006 | Terje Vigen                  | — |                          |
| 2007 | Song For You                 | NO29 (3 Wo.)NO |                          |
| 2009 | Julenatt                     | NO11 (6 Wo.)NO | mit Elisabeth Andreassen |
| 2010 | Bettan & Rein Alexanders jul | — | mit Elisabeth Andreassen |

### Singles
- 2004: Nella fantasia
- 2004: Sommernatt ved fjorden (mit Christine Guldbrandsen)
- 2005: Vi skal ikkje sova bort sumarnatta
- 2007: We’ve Got Tonight (mit Trine Rein)
- 2008: The Loneliest Night of December (mit Benedicte Adrian)
- 2012: Gi meg fri
- 2013: Vi kjæm med lys (mit Stine Mari Langstrand)
- 2013: The Prayer (mit Marit Strømøy)
- 2014: Bare la meg gå (mit Doffen)
- 2016: Himlens nåde (mit Anita Skorgan)
- 2017: Det er jo vi
- 2020: One Last Time
- 2020: Coronasommerklem
- 2021: Kjærlighet
- 2021: Eyes Wide Open